# North Road (Manchester)
A North Road labdarúgó és krikettstadion volt a manchesteri Newton Heath-ben. A Manchester United Football Club (akkor még Newton Heath Lancashire & Yorkshire Railway Football Club) első otthona volt 1878-as alapításától 1893-ig, mikor a Bank Streetre költöztek.
Eredetileg csak egy pályából állt a stadion, ami köré nagyjából 12 ezer ember tudott összegyűlni. 1891-ben építették fel a lelátókat, amivel befogadóképessége 15 ezer fő lett. Miután a csapat 1886-ban leigazolta első profi labdarúgóját, elkezdtek elszakadni a vasúti társaságtól, de támogatásuk nélkül nem tudták fizetni a stadion bérletét, így kiköltöztették őket.

## Története

### Napjainkban

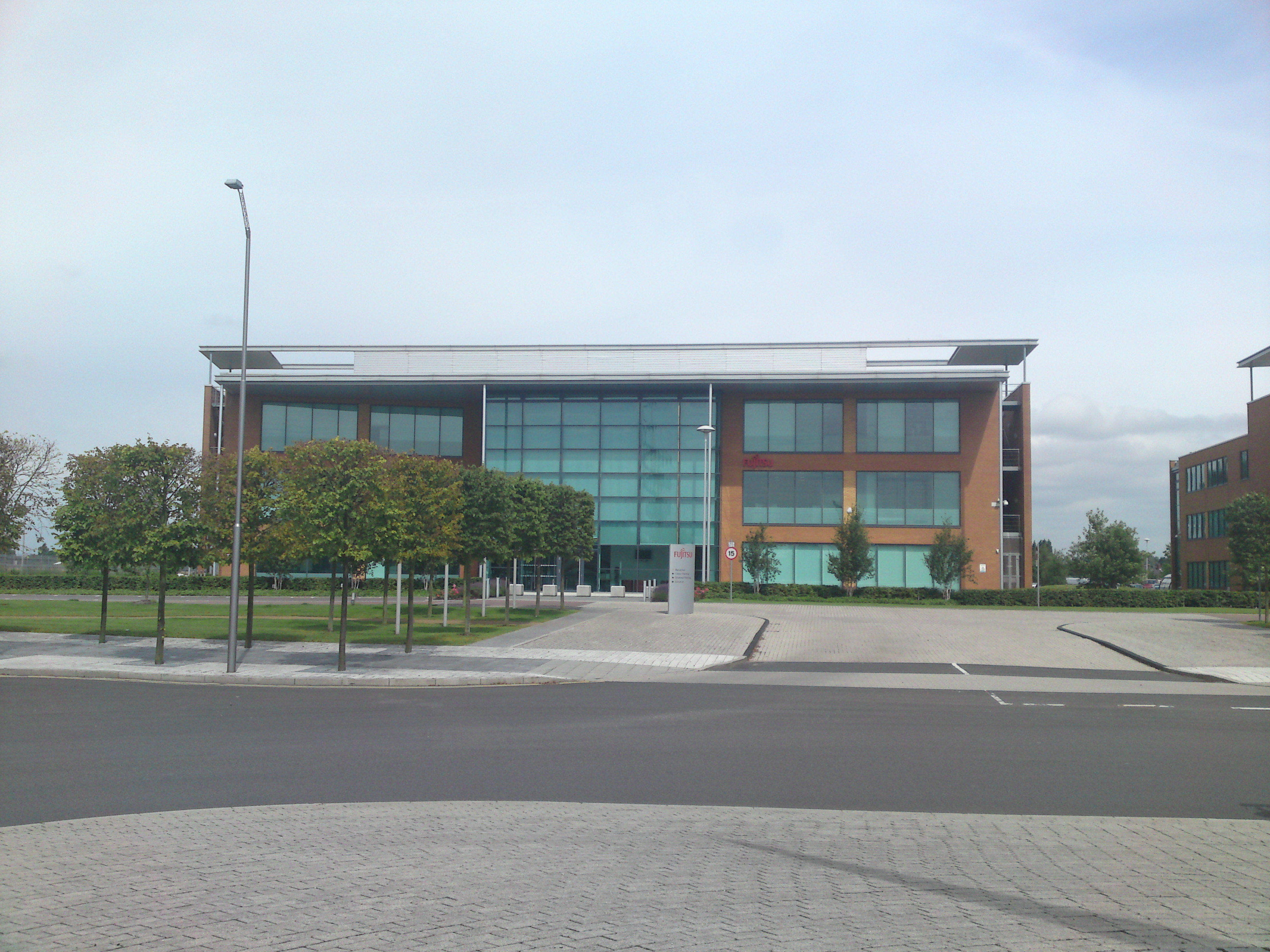
A Fujitsu épülete a North Road helyén 2009-ben

A stadion már nem létezik, az utcát pedig átnevezték Northampton Roadra. Azt követően, hogy egy ideig egy közösségi pályaként szolgált, lebontották és helyére felépítették a Moston Brook Középiskolát. Az iskola falán szerepelt egy vörös emléktábla, ami jelölte az öreg stadion helyét, de miután ellopták már nem került helyére új. Az iskola 2000-es bezárása után a Northwest Regional Development Agency kiválasztotta, mint a North Manchester Business Park helyszíne 2002-ben.

## Egyéb felhasználások
A Newton Heath LYR Football Club krikettcsapatként is üzemelt, így a North Roadot stadionként mindkét együttes használta. A krikett és a labdarúgó szezonok gyakran egy időben történtek. A pálya labdarúgásra alig volt megfelelő és téli használata miatt a nyári krikettszezonban alig volt használható.

## Rekordok
Ugyan az első itt rendezett mérkőzések nézőszáma nem ismert, a legtöbb rajongó valószínűleg a Sunderland elleni bajnoki mérkőzésre gyűlt össze, 1893. március 4-én 15 ezren tekintették meg a találkozót. Ehhez közel volt még a nézőszám a Gorton Villa ellen 1889. szeptember 5-én. A legkevesebb szurkolót vonzó bajnoki mérkőzéseket a Walsall Town Swifts és a Birmingham City ellen játszották, ekkor mindössze ezer ember volt a stadionban. Egy manchesteri kupa-mérkőzésen 1885. január 31-én még ennél is kevesebb volt a nézőszám az Eccles ellen, 400 fő.
Az első négy számjegyű nézőszámot az 1881. november 12-én rendezett West Gorton–Newton Heath találkozó vonzotta be. Napjainkban a két csapat Manchester City és Manchester United néven ismert.